# Матешти (Бузау)
Матешти (рум. Mătești) насеље је у Румунији у округу Бузау у општини Сапока. Oпштина се налази на надморској висини од 118 m.

## Становништво
Према подацима из 2002. године у насељу је живело 1529 становника, од којих су сви румунске националности.